# Frank Gardner

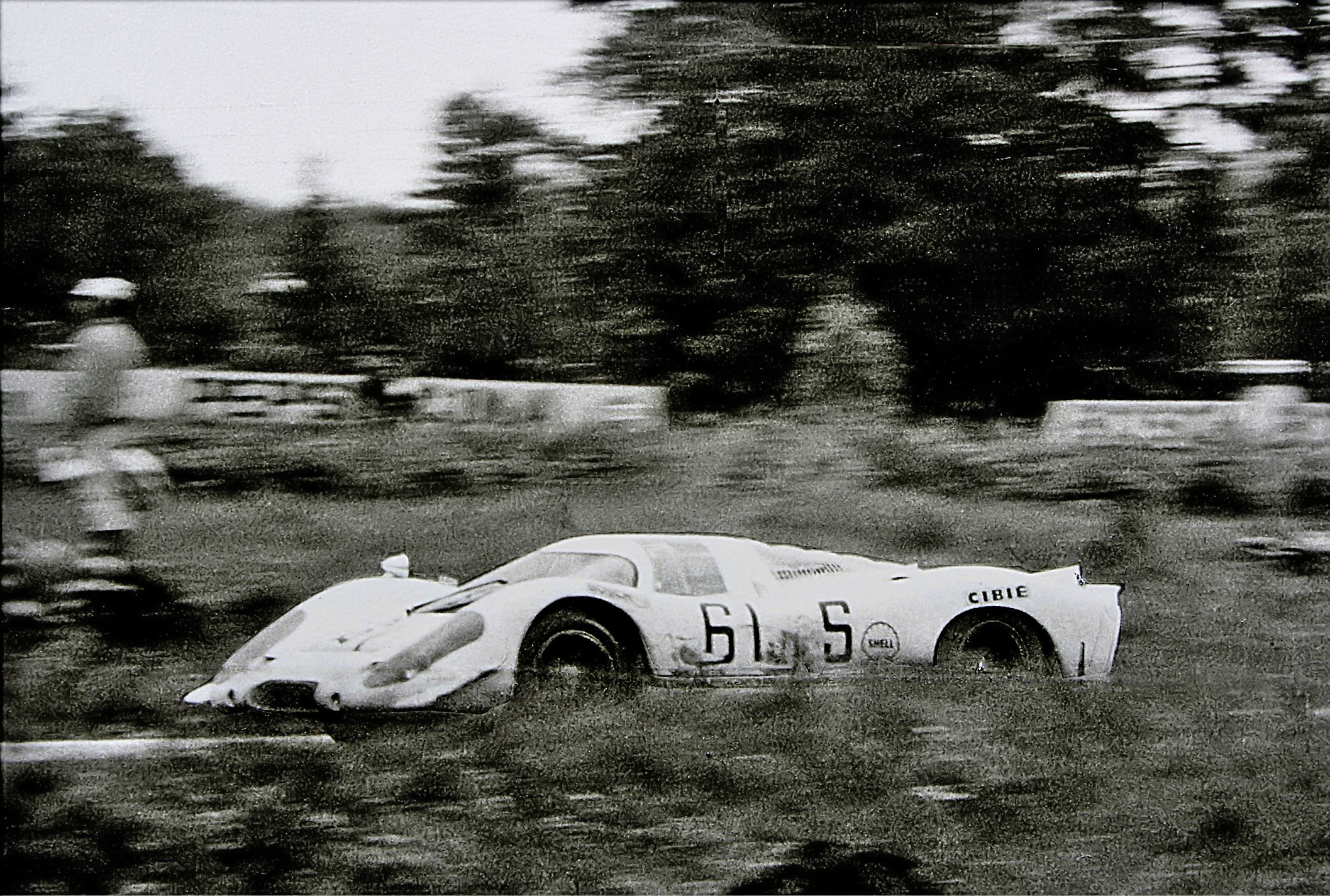

Frank Gardner (Sydney, 1 oktober 1930 - 28 augustus 2009) was een Formule 1-coureur uit Australië. Hij reed in 1964, 1965 en 1968 negen Grands Prix voor de teams Brabham en BRM.